# أشخاص بالساعة
أشخاص بالساعة (بالإنجليزية: PeoplePerHour)‏ هي شركة مقرها المملكة المتحدة، ووظيفتها تُعتبر منصة على الإنترنت لإعطاء الشركات إمكانية الوصول إلى الآلاف من الخبراء المهرة العاملين لحسابهم الخاص (بالإنجليزية: freelancers)‏ في مئات المجالات المختلفة.

## التاريخ
أسس الشركة في عام 2007م كل من «زينيوس ثراسيفولو» (Xenios Thrasyvoulou) و «سيموس كيتيريس» (Simos Kitiris). وللشركة مكاتب في كل من لندن وأثينا. إن الشركات التي تختار استخدام مواقع الويب غالبا ما تكون شركات مبتدئة أو شركات الصغيرة ومتوسطة تتطلع إلى النمو بمرونة من خلال التعاقد مع الأشخاص العاملين لحسابهم الخاص (بالإنجليزية: freelancer)‏ لتنفيذ المشاريع بدلا من التوظيف المباشر أو التوظيف عبر الوكالات. يبدأ التوظيف بأقل تعاقد للعمل مدة ساعة عمل واحدة («مساوعة») (بالإنجليزية: Hourlies)‏ ويُمكن رفع مدة العمل حسب الحاجة لبناء فريق عمل كامل من خلال الإنترنت، وهذا يعني أن نموذج التوظيف هذا قابل للتوسع حتى يمكن أن يصل إلى تكوين شركات عالمية (بالإنجليزية: global enterprises)‏ تعمل كجزء من ما أصبح يُسمى «سحابة المواهب» (بالإنجليزية: talent cloud)‏  وذلك مع الآلاف من العاملين لحسابهم الخاص (بالإنجليزية: freelancers)‏ الذين يُقدمون مجموعة من المهارات بمرونة وكفاءة. كما أنهم بذلك يعززون أيضا فوائد العمل الحر (بالإنجليزية: freelance)‏ كوسيلة لتمكين الناس من العيش بحرية أكثر، والعمل بحسب الوقت والمكان الذي يناسب نمط الحياة الذي يفضله أصحاب العمل الحر.
وبما أن شركة «أشخاص بالساعة» كانت هي السوق الرائدة الأولى في المملكة المتحدة لمواهب العاملين لحسابهم الخاص،  فإنه كانت لها منذ البداية وجهة نظر ثاقبة في قطاع العاملين لحسابهم الخاص باعتبارهم جزء من سوق العمل. وقد استحدثت الشركة وتعاونت في العديد من المشاريع البحثية للشركات بتوفير خبراء المجالات، والعاملين لحسابهم الخاص، وساهمت في اقتصاد العمل المؤقت (بالإنجليزية: gig economy)‏.
توفر الشركة موارد للأعمال الجديدة والأعمال النامية ولأولئك الذين يتطلعون إلى مسار مهني مستقل.

## جدلية بخصوص تحول إدارة العمل
هناك بعض الجدل حول ما إذا كان ظهور هذا النوع من سوق العاملين لحسابهم الخاص هو جزء من تغيير هيكلي بعيد الأمد في الطريقة التي تدير بها الشركات في جميع أنحاء العالم إدارة الموارد البشرية بها.
إن أرقام «مكتب الإحصاءات الوطنية في المملكة المتحدة» (بالإنجليزية: Office for National Statistics)‏ (أو: ONS) تبين أن هناك زيادة قدرها 358000 شخص من الذين الذين تتراوح أعمارهم بين 65 عاما أو أكثر مازالوا يعملون حالياً، وذلك بالمقارنة مع كان عليه الحال قبل عقد من الزمان.
وأشارت إحصاءات المستخدمين في شركة «أشخاص بالساعة» إلى أن عدد المتقاعدين الذين يبحثون عن عمل من خلال موقع الشركة قد زاد بنسبة 137% خلال عام 2012م.

## عن الشركة
في آب / أغسطس 2012م، قامت إحدي مجلات العلوم والتكنولوجيا في المملكة المتحدة واسمها (Wired UK) بوضع شركة «أشخاص بالساعة» في قائمة «أهم 100 شركات ناشئة في أوروبا في عام 2012».
في عام 2012م انتقل قسم الهندسة ذو ال50 شخصا إلى أثينا.
أحد كبار المستثمرين في شركة «أشخاص بالساعة» هو «مؤشر المشاريع» (بالإنجليزية: Index Ventures)‏ الذي أعطى الشركة 2 مليون جنيه استرليني (3.2 مليون دولار أمريكي) في عام 2012م.
قام مايك فولبي (Mike Volpi) وهو أحد مستثمري رأس المال المُجازف وأحد مؤسسي مكتب سان فرانسيسكو «لمؤشر المشاريع» (بالإنجليزية: Index Ventures)‏، قام باعتبار شركة «أشخاص بالساعة» أحد ثلاث شركات «الأكثر بخسا لقيمتهم الحقيقية» في مؤشر المحفظة.
في دورة التمويل الأولية السابقة للشركة، قامت الشركة بجمع 425 ألف جنيه استرليني تقريبا.

## وصلات خارجية
- الموقع الرسمي لشركة «أشخاص بالساعة».